# Nupturient
Nupturient (łac. nupturiens, dop. nupturientis) – w prawie rzymskim, stąd także w prawie kanonicznym oraz rodzinnym osoba mająca zawrzeć związek małżeński.

## W prawie rzymskim
Zgoda nupturientów musiała zostać wyrażona, ale nie było określonej przez prawo szczególnej formy. Zgoda udzielona pod przymusem nie była ważna, a samo małżeństwo także uznawane było za nieważne.
Małżeństwa nie mogła zawrzeć osoba umysłowo chora, ale było nadal ważne, gdy jedna ze stron popadła w chorobę umysłową. Potrzebna była także zgoda patris familias wobec osób alieni iuris.
 Zapoznaj się z zastrzeżeniami dotyczącymi pojęć prawnych w Wikipedii.